# Development Cup 2023
Development Cup 2023 byl 4. ročník turnaje národních družstev v ledním hokeji pro týmy z Evropy a Jižní Ameriky, jejichž národní hokejové federace jsou členy IIHF a nezúčastní se v daném roce turnaje Mistrovství světa. Uskutečnil se od 2. do 6. května 2023 na zimním stadionu Ondreje Nepely v hale B v Bratislavě na Slovensku za účasti pěti zemí. Jednotlivé reprezentace se utkali systémem každá s každou v jedné skupině. Vítězem se stala Lichtenštejnsko před Argentinou a Kolumbií.

## Výsledky
|    |                 | Lichtenštejnsko | Argentina | Kolumbie | Irsko | Portugalsko | V | R | P | VG | OG | B |
| 1. | Lichtenštejnsko | ***             | 6:5       | 10:4     | 6:5   | 21:0        | 4 | 0 | 0 | 43 | 14 | 8 |
| 2. | Argentina       | 5:6             | ***       | 4:2      | 11:6  | 6:1         | 3 | 0 | 1 | 26 | 15 | 6 |
| 3. | Kolumbie        | 4:10            | 2:4       | ***      | 6:4   | 11:0        | 2 | 0 | 2 | 23 | 18 | 4 |
| 4. | Irsko           | 5:6             | 6:11      | 4:6      | ***   | 10:1        | 1 | 0 | 3 | 25 | 24 | 2 |
| 5. | Portugalsko     | 0:21            | 1:6       | 0:11     | 1:10  | ***         | 0 | 0 | 4 | 2  | 48 | 0 |